# David Starr, el ranger del espacio
David Starr, el ranger del espacio (David Starr, Space Ranger en inglés) es una novela juvenil de ciencia ficción escrita por Isaac Asimov y publicada en 1952. Es la primera de la serie Lucky Starr. Al igual que las otras novelas de la serie, Asimov originalmente la publicó bajo el seudónimo de Paul French. Posteriormente, a partir de 1971, la novela fue reeditada con el nombre de Asimov, incluyendo una introducción por parte del autor que explicaba cómo algunas de las descripciones que había hecho sobre los planetas del Sistema solar habían quedado invalidadas por los nuevos descubrimientos científicos.
Asimov escribió la novela con el propósito de que fuera utilizada como base para una serie de televisión, proyecto propuesto por la editorial Doubleday. Ante la posibilidad de que, con una adaptación de bajo presupuesto, su reputación se viera afectada, Asimov eligió utilizar un seudónimo. Aunque la adaptación televisiva nunca se realizó, Asimov decidió continuar la historia escribiendo cinco libros más.

## Argumento
La humanidad ha colonizado el Sistema Solar y la población de la Tierra depende de los alimentos cultivados en Marte. Una serie de envenenamientos con comida marciana ocurren alrededor del mundo, por lo que David Starr, joven miembro del Consejo de Ciencias, parte rumbo a Marte para investigar el caso. Allí adopta la identidad falsa de Dick Williams y conoce a Bigman, un horticultor que se vuelve su amigo. Ambos consiguen trabajo en los huertos propiedad de un hombre llamado Makian, bajo la supervisión del capataz Hennes y sus hombres, quienes de inmediato muestran hostilidad a David. El agrónomo Benson, empleado de Makian, le comenta su teoría de que los envenenamientos son ataques de marcianos nativos, quienes vivirían en cavernas debajo de la superficie.
David sobrevive a un sabotaje en su auto durante una inspección de huertos y reconoce esto como un intento de asesinato por parte de uno de los hombres de Hennes: Griswold. Starr lo reta a duelo y vence. Griswold, herido, cae accidentalmente a una grieta marciana y muere. Posteriormente, Bigman le confiesa a David conocer su verdadera identidad y le promete ser de confianza. David le pide que envíe un mensaje al Consejo de Ciencias y luego ambos parten en una expedición para encontrar las cavernas subterráneas de Marte. David comienza a descender solo por una grieta marciana y finalmente encuentra una abertura rectangular en la roca. Al entrar, David es abducido y estudiado por los marcianos, seres incorpóreos que se comunican con él telepáticamente. Acceden a ayudarlo en su misión otorgándole una máscara especial que genera un campo de fuerza que lo protege y opaca su rostro con un resplandor. Antes de despedirlo, le dan el apodo de "Ranger del Espacio".
Gracias a la máscara David logra sobrevivir a una tormenta de polvo y regresa a la cúpula de los horticultores, explicando que sobrevivió gracias a la ayuda de un ser a quien llama "el Ranger del Espacio". Allí se entera de que los responsables de los envenenamientos exigen la rendición total de la Tierra. Luego de intentar matarlo nuevamente, Hennes decide apresar a David bajo la acusación de ser un impostor. En ese momento interviene el doctor Silvers, quien informa que todos los huertos de Marte han quedado bajo control del Consejo de Ciencias debido a la situación de emergencia. David, pretendiendo haber abandonado la cúpula de los horticultores, usa la máscara del Ranger del Espacio para confrontar a Hennes y encontrar evidencia incriminatoria. De nuevo como David Starr, le pide al doctor Silvers que organice una reunión con Makian, Hennes, Benson y Bigman. En la reunión David se presenta asumiendo su identidad secreta y, tras exponer su evidencia, acusa a Benson de ser el envenenador. Luego de amordazarlo, intimida a Hennes con un falso envenenamiento para que confiese su complicidad. Ambos resultan ser colaboradores de los criminales del Cinturón de Asteroides. Develado el misterio, Benson y Hennes son arrestados, se lanza un ataque contra los asteroides y David decide volver a la Tierra. Bigman se propone seguirlo a donde vaya, descubriéndole que dedujo su identidad como el Ranger del Espacio.